# عزام البيشي
عزام محمد البيشي مواليد 8 مارس 2002 في مكة، السعودية، هو لاعب كرة قدم سعودي يلعب لنادي الوحدة.

## روابط خارجية
- عزام البيشي على موقع Soccerway.com (الإنجليزية)